# Királyok völgye 22

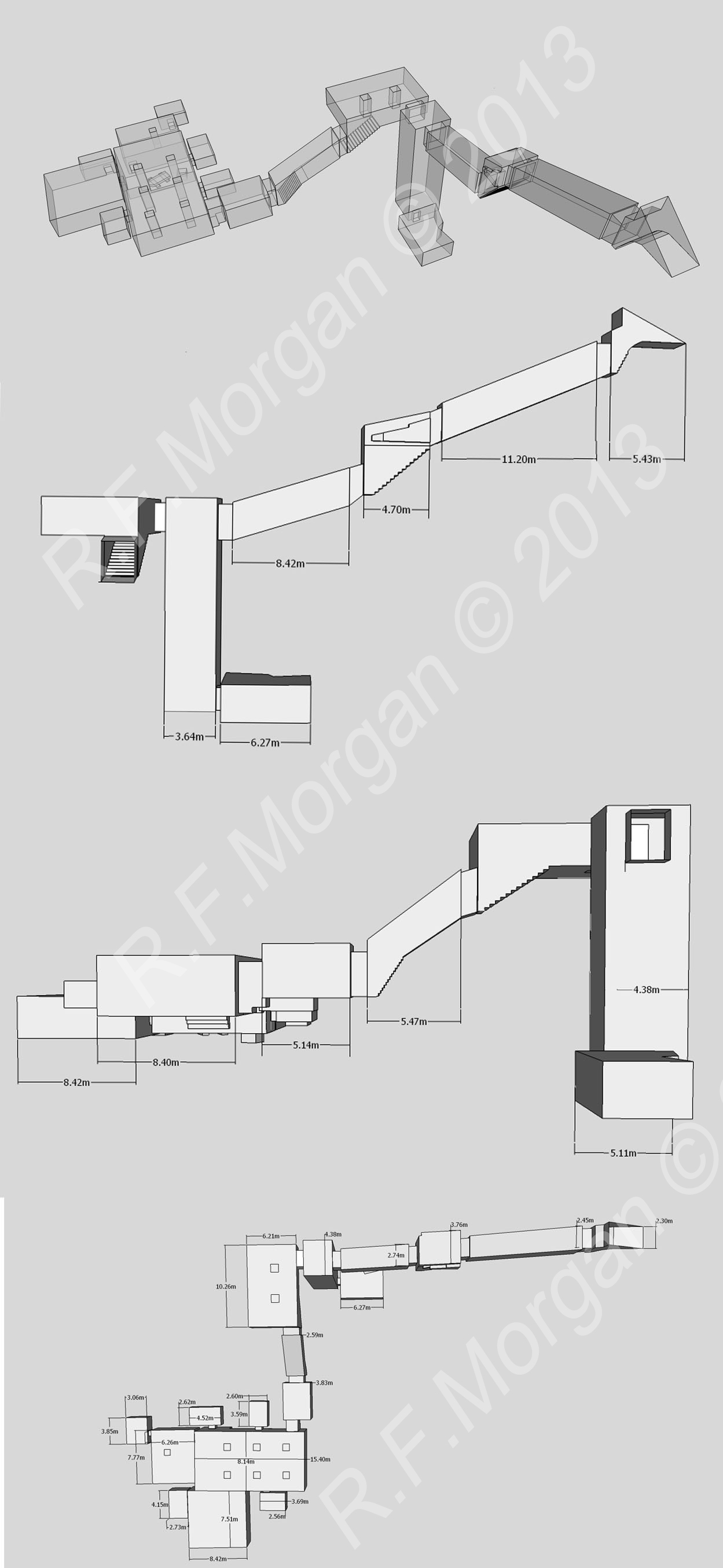
A sír izometrikus képe, alaprajza és oldalnézeti metszete egy 3D-modell alapján

A Királyok völgye 22 (KV22) vagy Nyugati völgy 22 (WV22) egy egyiptomi sír a Királyok völgye nyugati völgyében; a nyugati völgy legnagyobb sírja. A XVIII. dinasztia egyik legnagyobb fáraója, III. Amenhotep számára készült. Hivatalosan Napóleon egyiptomi hadjáratának két mérnöke, Prosper Jollois és Édouard de Villiers du Terrage fedezte fel 1799 augusztusában, de valószínűleg már korábban is nyitva állt. Theodore A. Davis felületesen átkutatta a sírt, az első komoly feltárást azonban Howard Carter végezte 1915 tavaszán. Ezután a Vaszeda Tudományegyetem régészei tárták fel 1989-1990-ben.

## Leírása
A sír építését a Carter által megtalált alapítási lerakatok alapján még IV. Thotmesz uralkodása alatt kezdték meg, de III. Amenhotep fejezte be. Alaprajza követi Amenhotep nagyapja, II. Amenhotep és apja, IV. Thotmesz sírjáét (KV35 illetve KV43), de újításokat is tartalmaz. Hajlított tengelyű, 126,68 m hosszú, területe 554,92 m². Egyenes tengelyű. Egyedinek számít abban, hogy nemcsak a fáraó, hanem főfelesége, Tije és legidősebb lánya, Szitamon számára is alakítottak ki benne sírkamrát. A bejárati lépcsőt erősen lejtő folyosó, majd újabb lépcső és ezt újabb folyosó követi. Ezután jön egy kisebb helység, melybe a királysírokban szokásos aknát vájták. Az akna aljából egy kamra nyílik. Az aknát tartalmazó helyiség után a sír derékszögben balra elfordul, és egy kétoszlopos csarnokban folytatódik. Innen lépcső, folyosó, majd lépcső vezet le egy kis kamrába, amely után a sír tengelye ismét derékszögben elfordul, ezúttal jobbra, és a nagyméretű sírkamra következik, melynek tengelye merőleges az őt megelőző folyosóra és párhuzamos a bejárati folyosóéval.
A sírkamrán belül két szint különül el, hasonlóan IV. Thotmesz és II. Amenhotep sírjához: hátsó része, ahol a szarkofágot elhelyezték, alacsonyabban fekszik és lépcső vezet le hozzá. A kanópuszedények számára mélyedést alakítottak ki a padlóban a szarkofág mellett. A sírkamra felső, emelt szintjén két sorban hat oszlop áll, és kétoldalt egy-egy oldalkamra nyílik. Az alacsonyabban fekvő részből jobbra egy oldalkamra nyílik, baloldalt és a lépcsővel szemközt pedig egy-egy újabb sírkamra, mindegyik egy oszloppal és egy oldalkamrával rendelkezik. A szemközti épült Amenhotep nagy királyi hitvese, Tije, a bal oldali pedig leánya és egyben királynéja, Szitamon számára. Nem tudni, bármelyiküket is idetemették-e. Szitamon sírkamráját egy eredetileg raktárnak szánt helyiségből bővítették ki, hasonlóan a Malkata palotában kialakított lakrészéhez, melyet szintén utólag építettek oda Amenhotep és Tije lakrésze közé. Az Amenhotep sírkamrájából nyíló helyiségeknek fa ajtaja volt.
Alaprajza mellett a sír dekorációja is követi Amenhotep nagyapja, II. Amenhotep és apja, IV. Thotmesz sírjáét, de sokkal jobb minőségű, és számos újítás is megjelenik. Újdonság a királyi ka ábrázolása, a király megjelenése Hathor és Nut istennők előtt, valamint az akna helyiségében látható jelenet, ahol Amenhotepet Hathor, valamint istenek közé emelkedett apja ka lelke fogadja. Lehetséges, hogy Amenhotep azt fejezi ki ezzel, nem csak apját, de a sír építésének kezdeményezőjét is tiszteli Thotmeszben. Ugyanebben a helyiségben Hathor és Nut istenek egy-egy csoportját vezeti. Amentet Nyugat-istennő itt már egyértelműen Hathornak egy külön aspektusa. A sírkamrában az Amduat könyve jelenetei láthatóak, valamint az elhunyt fáraó istenek előtt; utóbbi jelenetek az aknát tartalmazó helyiségben is megjelennek. A sír kisebb repedéseket és sókiütést leszámítva szép állapotban maradt fenn, de a 19. század folyamán pár látogató több helyen megrongálta a festményeket, és eltávolította róluk a festett alakok arcát, ezek ma a Louvre-ban találhatóak. Az előkamra és lépcsője között egy feliratot találtak: „3. év, ahet évszak 3. hava, 7. nap.” Lehetséges, hogy ezt a sír lezárásakor írták, és arra utal, ennyi ideig társuralkodás állhatott fenn III. Amenhotep és Ehnaton között.
Carter ásatása során az alapítási lerakat mellett több lelet került elő a sírból: a bejáratnál Tije usébtijének egy darabja, az aknából egy kerékagy és egy fajanszkarkötő egy darabja (Carter érdeklődését a sír iránt három hasonló karkötő keltette fel, melyekkel egy luxori régiségkereskedőnél találkozott) Amenhotep kalcit kanópuszládájának darabjai, emellett bútorok, hordszékek, edények, istenszobrok, ládák, legyezők, hajómodellek, ékszerek, saruk, usébtik darabjai. A töredékekből csak következtetni lehet arra, hogy a fáraót antropoid fakoporsókba helyezték, ezeket kártus formájú szarkofágba (mely most először készült kvarcit helyett vörös gránitból), ezt pedig egymásba helyezett szentélyekbe, ahogy Tutanhamont is. Arany maszkja is lehetett. A fatárgyak nagy részét már az ókorban összetörték. A sírba később, valószínűleg a harmadik átmeneti korban is temettek, az aknából fakoporsó darabjai kerültek elő, valamint egy gyűrű is előkerült Uszermaatré Szetepenré nevével (bár ez II. Ramszesz trónneveként a legismertebb, ez esetben valószínűleg egy XXII. dinasztiabeli uralkodóról van szó).

## A múmia további sorsa
III. Amenhotep múmiáját a XXI. dinasztia idején átszállították a KV35 sírba, itt találták meg 1898-ban. Szarkofágjának nyoma veszett. Tije és Szitamon temetéséről nincs adat. Szitamont III. Amenhotep halála után nem említik többé, nem tudni, hova temették. Tijéről biztosan tudni, hogy túlélte férjét, mert fia, Ehnaton uralkodása alatt is többször említik; amennyiben férje sírjába temették volna, úgy azt fel kellett volna nyitni a fáraó temetése után, ami sértette volna a temetkezés szentségét és megrongálódott volna a lezárt sírba festett egyik jelenet is. Tije vörös gránit szarkofágja az amarnai királysír egyik helyiségéből került elő – ami eredeti temetkezési helye lehetett –, múmiája pedig férjéhez hasonlóan a KV35 sírból, és 2010-ben DNS-vizsgálattal azonosították. Tije pár usébtije előkerült a KV22 sírból; ezeken a király anyjaként említik, ami arra utal, már Ehnaton uralkodása alatt készültek. Ez, amennyiben nem állt fenn társuralkodás III. Amenhotep és Ehnaton között, arra utalhat, hogy nem usébti funkciót töltöttek be, hanem áldozati ajándékként kerültek a sírba.

## A Királyok völgye A
A KV A (WV A) jelű sír a nyugati völgy fő vádijában található. Valószínűleg nem külön sír volt, csak raktárhelyiség III. Amenhotep közeli sírjához, a Királyok völgye 22-höz, amelynek bejáratától 60 méterre fekszik. Már Robert Hay is járhatott benne 1825 és 1835 közt, de feltárni csak Karl Richard Lepsius kezdte feltárni, valamikor 1845. február 25. előtt. A KV22-t is feltáró Vaszeda Tudományegyetem 1993-94 közt dolgozott itt.
Durván faragott bejárati lépcsőből áll, melynek aljában egyetlen kamra terül el, hossza 9,64 m, területe 28,53m². A bejárat elfalazása nagyrészt érintetlen volt, és a mai napig az, de a kamra részben megtelt törmelékkel, melyben borosedények és kék festett cserépedények darabjait találták. Előbbiek címkéi III. Amenhotep 32. és 37. uralkodási éveit említik. Emellett sírdíszítéssel kapcsolatos vázlatok és eszközök is előkerültek. Nem tudni, a kamra egyidőben készült-e Amenhotep sírjával vagy korábbi, csak annyit tudni, hogy először annak építésekor használták az eszközök, majd a temetkezési kellékek tárolására.